# Domicile conjugal
Série
Baisers volés
(1968) L'Amour en fuite
(1979)
Pour plus de détails, voir Fiche technique et Distribution.
Domicile conjugal est un film français réalisé par François Truffaut et sorti en 1970.
Suite de Baisers volés, ce film est le quatrième d'une pentalogie qui se clôt avec L'Amour en fuite, dans le cadre du cycle Antoine Doinel : Antoine (Jean-Pierre Léaud) a épousé Christine (Claude Jade).

## Synopsis
Première scène : Christine porte un étui à violon et marche dans une rue de Paris. Elle s'arrête devant un étal pour acheter des mandarines. « Voilà, mademoiselle. », lui dit la marchande. « Non, pas mademoiselle, madame ! », rectifie la jeune femme. 

Antoine et Christine sont à présent mariés. Pour vivre, elle donne des leçons particulières de violon chez elle et lui exerce, dans la cour de leur immeuble, le métier insolite de « coloriste floral » pour un fleuriste. Il doit teinter, avec des produits chimiques, des fleurs blanches pour les rendre plus attrayantes. Mais une maladresse lui fait perdre son emploi. Christine annonce être enceinte. Antoine retrouve un travail dans une importante entreprise américaine. Il est chargé de faire circuler, à l'aide d'une télécommande, des petits navires sur un réseau hydraulique miniature.

Christine donne naissance à un garçon, qu'elle souhaite appeler Ghislain, mais qui s’appellera finalement Alphonse, car c'est sous ce prénom qu'Antoine l'a déclaré à la mairie. Sur son lieu de travail, ce dernier fait la rencontre de Kyoko, une jolie Japonaise qui s'avère être tout à la fois singulière et peu loquace. La relation est consommée entre les deux personnages. Un jour, Kyoko envoie à Antoine des petits mots d'amour qu'elle cache dans un bouquet de tulipes. Lorsque Christine les découvre, elle comprend alors qu’Antoine la trompe. Le soir même, vêtue en geisha, elle l'accueille avec une très profonde tristesse, de grosses larmes roulent sur ses joues. Christine et Antoine sont sur le point de se séparer. Mais Antoine s'ennuie avec Kyoko. Un soir, alors qu'il dîne avec elle au restaurant, Antoine quitte la table à de nombreuses reprises pour téléphoner à Christine et se plaindre de sa partenaire asiatique. Des mots tendres sont échangés au terme de la dernière conversation. 

Dernière scène : (Épilogue, un an plus tard.) Notre couple s'est reformé. Leur fils, Alphonse, trotte sur le palier de l'appartement. Antoine et Christine vont sortir. Mais elle n'est pas prête. Alors lui s'impatiente, fait les cent pas et finit par jeter le sac et le manteau de la jeune femme dans les escaliers. Leurs voisins montent au même instant et aident Christine à les ramasser. Puis la femme dit à son mari : « Tu vois, Chéri, maintenant ils s’aiment vraiment. ».

## Fiche technique
- Titre : Domicile conjugal
- Réalisation : François Truffaut
- Scénario et dialogues : François Truffaut, Claude de Givray, Bernard Revon
- Musique : Antoine Duhamel
- Montage : Agnès Guillemot
- Image : Néstor Almendros
- Décors : Jean Mandaroux
- Costumes : Françoise Tournafond
- Maquillage : Nicole Félix
- Producteurs : Marcel Berbert, André Mucchielli (non crédité), Hercule Mucchielli (non crédité), François Truffaut (non crédité)
- Sociétés de production : Les Films du Carrosse, Valoria Films, Fida Cinematografica
- Pays d'origine :  France
- Langue : français
- Format : 1.78:1 sphérique, couleurs Eastmancolor, 35 mm, son mono
- Genre : comédie dramatique
- Durée : 100 minutes
- Date de sortie :
  -  France :
    - 1er septembre 1970 (Paris, première)
    - 9 septembre 1970

  -  Finlande : 30 octobre 1970
  -  Danemark : 2 décembre 1970
  -  États-Unis : 21 janvier 1971 (New York)
  -  Italie : 31 janvier 1971
  -  Hongrie : 11 mars 1971
  -  Portugal : 30 mars 1971
  -  Royaume-Uni : 8 juillet 1971
  -  Suède : 12 juillet 1971
  -  Belgique : 11 décembre 1971 (Gand)
  -  Allemagne de l'Est : 25 décembre 1971
  -  Allemagne de l'Ouest : 4 janvier 1972
  -  Pologne :
    - décembre 1972
    - 10 octobre 2001 (Festival international du film de Varsovie)

  -  Hong Kong : 17 novembre 2003 (ré-édition)
- Classification cinématographique :   France : Tout public, visa 35872[1]

## Distribution
- Jean-Pierre Léaud : Antoine Doinel
- Claude Jade : Christine Doinel
- Hiroko Berghauer : Kyoko
- Daniel Ceccaldi : Lucien Darbon
- Claire Duhamel : Madame Darbon
- Barbara Laage : Monique, la secretaire
- Danièle Girard : Ginette, la serveuse
- Daniel Boulanger : Ténor, le voisin
- Silvana Blasi : Silvana, la voisine
- Pierre Maguelon : l'ami de Césarin
- Jacques Jouanneau : Césarin du bistrot
- Claude Véga : l'étrangleur
- Jacques Rispal : M. Desbois
- Jacques Robiolles : Jacques, le tapeur
- Pierre Fabre : L'employé de bureau ricaneur
- Christian de Tillière : Baumel
- Billy Kearns : M. Max, le patron américain
- Annick Asty : La mère de Marianne
- Marianne Piketty : Marianne, l'élève violoniste de Christine
- Guy Piérault : le réparateur télé
- Marie Dedieu : la prostituée Marie
- Marie Iracane : Mme Martin, la concierge
- Yvon Lec : Le contractuel
- Menzer : Le petit homme
- Christophe : Le petit Christophe

Par ordre alphabétique :
- Émilie Barbault : Alphonse Doinel (non créditée)
- Marcel Berbert : l'employé de M. Max (non crédité)
- Jacques Cottin : Monsieur Hulot sur le quai de la station de métro Barbès-Rochechouart (non crédité)
- Frédérique Dolbert : Alphonse Doinel (non créditée)
- Nicole Félix : l'employée de M Max (non créditée)
- Marie Iracane : Alphonse Doinel (non créditée)
- Iska Khan : le père de Kyoko (non crédité)
- Ada Lonati : Mme Claude (non créditée)
- Philippe Léotard : l'homme ivre qui « cherche la bagarre » (non crédité)
- Nobuko Maki : amie de Kyoko (non créditée)
- Marcel Mercier : un homme dans la cour (non crédité)
- Joseph Mériau : un homme dans la cour (non crédité)
- Jérôme Richard : l'employé de M. Max (non crédité)
- Serge Rousseau : le tapeur (non crédité)
- Helen Scott : dame au restaurant (non créditée)
- François Truffaut : voix du marchand de journaux (non crédité)

## Tournage
Du 21 janvier au 18 mars 1970 à Paris.

## Autour du film
- Le film comporte plusieurs hommages ou échos : il renvoie d'abord au film précédent, Baisers volés, lorsque « l’étrangleur » dans son imitation cite les propos de madame Tabard, jouée par Delphine Seyrig, ce qui trouble Antoine (il cite aussi le personnage de Seyrig dans L'Année dernière à Marienbad) ; puis à La Mariée était en noir - sur le magazine de programmes de cinéma, on voit une photo de Jeanne Moreau dans ce film ; ensuite dans nombre de situations qui font écho au cinéma de Jacques Tati (le gag des fauteuils et de l'entretien), on aperçoit d'ailleurs Monsieur Hulot plus tard sur le quai de la station Barbès - Rochechouart (métro de Paris)[2] ; plus au cinéma de Fellini (Amarcord) avec le ténor qui jette les manteau et le sac de sa femme, qui est d'ailleurs italienne ; enfin, au cinéma de Jean Eustache, puisque c'est à la maman de ce dernier, Mme Eustache, qu'Antoine apprend qu'il a eu un fils depuis une cabine téléphonique et il lui demande de transmettre la nouvelle à son fils Jean.
- Le film comprend la célèbre scène du lit où Claude Jade flirte par procuration en lisant une biographie de Noureev alors qu’Antoine s’instruit sur « Les Femmes japonaises » pour séduire sa maîtresse, une scène à laquelle fera écho une des Scènes de la vie conjugale d'Ingmar Bergman en 1973.
- Lorsque Antoine Doinel vit à nouveau seul, il retourne vivre dans le même immeuble que quelques années auparavant, dans Antoine et Colette. Celui-ci est désormais un hôtel. On reconnaît d'ailleurs, lors de la seconde scène, la façade du Gaumont-Palace avec, à l'affiche, Les Cheyennes de John Ford, sorti 6 ans auparavant en 1964.

- Parmi les exploitations du film à l'étranger, le titre italien (Non drammatizziamo... è solo questione di corna) se distingue en signifiant : Ne dramatisons pas, ce n'est qu'une question de cocufiage. Évidemment un titre aussi malicieux et faramineux, dans le style de la comédie érotique à l'italienne, genre très apprécié à l'époque en Italie, paraissait plus indiqué pour attirer le public.

## Critiques
« Aux côtés de Jean-Pierre Léaud dont on vante beaucoup les mérites, 
il serait injuste de ne pas mettre sur le même plan Claude Jade, l'épouse; elle est en réalité l'élément fort du couple et son interprétation le souligne clairement. Claude Jade a l'autorité dans le charme, la fierté dans l'amour, toutes choses en somme qui ne vont pas toujours ensemble chez les personnages de comédie. » (La revue des deux mondes, 1971, p.228).